# Mihail Fjodorovics Larionov
Mihail Fjodorovics Larionov (Михаил Фёдорович Ларионов) (Tiraspol, 1881. június 3. – Fontenay-aux-Roses, 1964. május 10.) orosz konstruktivista képzőművész.
Felesége Natalja Goncsarova, ők ketten elindítói az orosz konstruktivista mozgalomnak. Kiindulópontjuk a Nabis-csoport művészete, s ebbe építik bele a ikonok szerkezetét, a textilornamenseket, életképjeleneteket. 
1881 júniusában született. 10 éves korában került Moszkvába és diplomáját 27 éves korában sikerült megszereznie. 1900-ban ismerkedett meg feleségével, Goncsarovával és művészetük a későbbiek folyamán erős rokonságot mutatott. 
Nem könnyű datálni műveinek nagy részét, mert stíluskorszakai – bár formailag jól elkülönülnek – sokszor élnek időben egymás mellett.

## Impresszionista korszak (1902–1906)
Első korszakát impresszionista korszaknak szokták nevezni. Ez 1902-től 1906-ig tartott (még a szakiskola alatt), de művein kimutathatóak a posztimpresszionizmus törekvései is. Kevés művésznél láthatunk ennyi stílust ilyen gyors stílusváltozásokat. 
Teljes képi egységre törekedett. A tér érzékeltetés eszköze nála nem a perspektivikus vonalrendszerek szerkesztése, hanem a művész és a tárgy között lévő levegő réteg vastagságától függően a színfoltok hol erősebb, hol gyengébb felrakása. Larionov nem impresszionista módon festett, hanem úgy látott. A tipikus orosz táj vagy annak jellegzetes motívumai ihlették meg leggyakrabban, s ezeket mély líraisággal elevenítette meg. Impresszionisztikus periódusában kb. 400 festményt készített. 
- Hölgy muffal: (1890)
- Havas táj: (1899)
- Ház fák mögött: (1900)
- Akácok tavasszal: (1904)
- Rózsabokor eső után: (1904)
- Fürdőzők naplementében: (1904)
- Eső: (1904)
- Kert: (1904) A színfoltok összegző jellegűek, széles ecsetvonások egységes színek jellemzik. Példaképekért nem az északi impresszionistákhoz fordult, hanem a franciák felé.
- Fák napsütésben: (1905)
- Csendélet teáskannával: (1906) Cézanne különösen nagy hatással volt rá ebben az időszakban.
- Csendélet sörrel: (1904)
- Halak: (1906)
- Halak naplementében: (1904)
- Körték: (1906-07)
- Libák, tiraspoli kert: (1903)
- Disznók: (1906)

## Primitív korszak (1907-1912)
A primitív népek művészete és ezek környezete utáni érdeklődés korjelenség volt. Már nemcsak a témákat vették ezektől a népektől, hanem jellegzetes stílusként is megmutatkozik. Larionov primitivizmusának forrása mindenekelőtt az orosz népművészet, ennek két jellegzetes ága: a népi játékok (faragott faszobrocskák, melyek nem egyszer kisebb jeleneteket ábrázolnak mozgatható változtatható részekkel), és a „lubok” (többnyire színes népi fametszet, verses feliratokkal). Larionov képein az ilyesfajta feliratok később grafikai értéket is kaptak. Elsőként figyelt fel a katonák művészetére, mely többé kevésbé a népművészet egyik különös területének fogható fel. Sokat merített a gyermekrajzokból is, és itt megint csak a feliratok szerepeltetéséről van szó. A feliratok nála is magyarázó szövegként jelennek meg, miként a nagyobb gyermekeknél, akik odaírják az ábrázolt tárgy mellé megnevezését. 
- A katonák: (1908) A fal mellé támasztott szablyánál ott a felirat „szablya”.

Larionov művein az ikonfestészet hatását is ki lehet mutatni: megjelennek az ikonok nagy, összefoglaló színfelületei, képzeletbeli vonalhálózatai és a népi ikonok naiv bája. Szenvedélyesen gyűjtötte is őket (magángyűjteményében több mint 100 ikonvázlat volt). 
A század első évtizedében sokáig élt kisvárosban, és ez befolyásolta képeinek témaválasztását. Gyakran ábrázolt sétáló vidéki kispolgárokat, bámészkodó pincéreket és kiszolgálólányokat, fontoskodó fodrászokat, kisvárosi utcalányokat. Frontszolgálata után katonák is gyakran ábrázolt. 
Primitív stílusán belül két főbb szálat különböztethetünk meg. Az egyik gazdag színvilágában az impresszionisztikus művek szerves folytatója (például Séta egy vidéki városban, Szabadtéri kávéház, Naplemente eső után, Pihenő katona).
| - Séta egy vidéki kisvárosban: (1907) - Szabadtéri kávéház: (1907) - Dandy: (1907) - Helyi szépség: (1907) - Naplemente eső után: (1908) - Cigányok Tiraspolban: (1907) Megfigyelhető Paul Gauguin hatása. - Egy török: (1910) - Török férfi és nő: (1910) - Török idill: (1911-12) - Török jelenet: (1910) | - Páva: (1910) - Egy fa: (1910-11) - Kenyér: (1910) - Boulevard Tiraspolban: (1911) - Cirkuszi táncosnő: (1911) - Dohányzó katona: (1910-11) - Közel a táborhoz: (1910-11) - Lovagló katona: (1910-11) - Sortűz: (1910-12) - Pihenő katona: (1911) |

Primitivizmusának másik szála már világosabban vezet el a lucsizmushoz. Larionovot ezekben a festményekben főképp a mozgás ábrázolás foglalkoztatta.

### A mozgás ábrázolása
- Tánc: (1908) E csoport egyik fő műve ez a kép. A jobb oldali leszegett fejű figura szögletes vonalakra redukált mozdulataiban rengeteg hév és vadság van.

- A tiszti fodrász: (1907) Az ijedt tiszt sután igyekszik megőrizni tekintélyét. Feje fölé tartott ollóval a fodrász mintha éppen lefejezésre készülne. Kevés eszközzel, lendületes vonalakkal dolgozott. A tiszt felfújt mellének vonalát nagyjából megismétli a görbe kard, és ennek játékos ellentéte a cifra asztalláb felső görbülete. A fodrászképek felidézik a címfestők készítette cégérek suta figuráit is.
- Borbély: (1907)
- Női  fodrász: (1909)
- Reggel a laktanyában: (1910) A primitivizmus két szála ebben a képben teremt szintézist.
- Katona feje: (1910)
- Önarckép: (1910) Majdnem mindig mosolygós önarcképei közül ez a legmegkapóbb. Elsősorban primitív műveihez kapcsolódik, de lucsista jegyeket is mutat.
- Hlebnyikov költő portréja: (1910)
- Tatlin portréja: (1911) Főleg a színvilága érdemel figyelmet. A sárgák, a zöldek csodálatos együttese és a tükröződések már a lucsizmus minden fortélyát felvonultatják. Szétdarabolt tömegei, kiterített síkjai, nyomdai betűket idéző feliratai, erőteljes vonalai a kubizmusból és futurizmusból ötvöződött orosz kubo-futurizmus alkotásaira emlékeztetnek.
- Nő az utcán: (1911)

## Évszakok sorozat
E képeken az alakok egymástól jól elhatárolt mezőkben helyezkednek el. Szerves előzménye a Séta egy vidéki városban c. kép, hiszen már ott is egymás fölött, és nem egymás mögött helyezkednek el az alakok és a cselekmény is a kép síkjába simulva játszódik. Az évszakokat szimbolizáló női figurák fölidézik a termékenység ősi szláv idoljait, közel állnak a gyermekrajzokhoz. A népi fametszeteket nemcsak a feliratok juttatják eszünkbe, hanem mindenekelőtt a figurák primitíven síkszerű teste, a sematikus növényábrázolás, az egyszerű színezés. A vonalakkal több mezőre osztott felületek arányviszonyaikkal már önmagukban is a harmónia és a diszharmónia feszültségét keltik. Az évszakok teljes síkszerűsége, színezése, a tagolatlan foltok, a geometrikus absztrakció eszköztárára is emlékeztetnek. 
- Tavasz: (1912)
- Nyár: (1912)
- Ősz: (1912)
- Tél: (1912)

## Lucsista korszak
Az orosz művészeti élet aktív szervezője is Larionov a 10-es évek táján. 1909-ben, a harmadik „Aranygyapjú” kiállításon már mint az orosz avantgárd egyik elismert vezetője vett részt. 1912-ben „Szamárfarok” címmel szervezett kiállítást a legjelentősebb avantgárd művészekkel, Maleviccsel, Tatlinnal. A kiállítás elnevezése is tőle származott, az értetlen kritikusok gúnyolására, utalva arra az újságcikkre, mely szerint egy szamár a farkával festékezett össze egy vásznat és a művet a kritikusok (miután nem tudták hogyan jött létre) lelkendezve dicsérték. Számos kül- és belföldi művésszel került szoros kapcsolatba.  
1912-13-ban alakult ki a rayonizmus (lucsizmus), mely metsző, színes erővonalakkal vágta fel a világot. Kialakulásában nagy hatással volt a futurizmus, a kubizmus és Delaunay orfikus kubizmusa. Korai előzménye a hézükhaszták művészete, mely az isteni emanációt fénysugarak formájában jelenítette meg, egyfajta neoplatonista filozófiával. Fény, ragyogás, tiszta szerkezet problémája foglalkoztatta Larionovot ekkor, igyekezett elszakadni a realitástól. A színnel, térrel és a mozgással kapcsolatos felfedezéseket felhasználva a tárgyakról kiinduló fénysugarak megjelenítését, képpé szervezését tűzte ki célul. 1912-ben megírt tanulmánya a lucsista festészetről Szamárfarok és céltábla címmel. 
Lucsista elmélete hatással volt az irodalomra is.
- Üveg: (1912) Témájánál fogva is nagyszerű lehetőséget nyújtott az átlátszó közegen áthatoló, illetve visszaverődő, egymást keresztező fénynyalábok tanulmányozására. A tárgyak már csak sejthetőek, tömegük szinte feloldódik a sugárzásban
- Utca lámpákkal: (1912)
- Az utca fényei: (1912) A nagyváros esti fénypompája is megihlette.
- Rayonista enteriőr:
- Rayonista kolbászkák:
- Rayonista táj: (1913)
- Rayonizmus: (1913)
- Vörös lucsizmus: (1911-12) A fénynyalábok vektorait kutatja, mindent áthat a ritmus és a lüktetés. A kicsiny festményen hatalmas lendülettel egymásba hasító formák gigászi küzdelmét érzékeljük.
- Vörös-sárga-fekete lucsizmus: (1916)
- Kék lucsizmus: (1911-12)
- Sárga-barna lucsizmus: (1912) Derékszögben megtört sávjai a lendületes ecsetmozgást tükrözik.
- Lucsista ökör: (1910) Larionov szavaival ez egy „realista lucsista alkotás”. Nyilván gunyoros célzattal készült.
- Kakas csirkével: (1912)

1915-ben elhagyta Oroszországot és Svájcba utazott a Gyagilev balettal. Búcsút mondott egyúttal a festészetnek is. Ezentúl színházi dekorációs és kosztümterveket készített. Teljesen áttért a színházművészet területére s egyik legnagyobb, Európa szerte legismertebb alakja lett. De ismert lett, mint libretto szerző, rendező, koreográfus, karmester és színháztörténész is. 
1946 és 1951 között betegeskedett, emiatt nem tudott dolgozni. Jobb karja teljesen megbénult. Áttért a bal kézzel való rajzolásra. Az így született markáns arcképek egy beteg öregember erőfeszítéseiről tanúskodnak. Két évvel felesége után 1964 májusában halt meg Franciaországban. 
- Függönyterv a Kikimora c. baletthez: (1915)
- Baba-Jaga (Függönyterv): (1916-17)